# 浄徳寺 (世田谷区)
浄徳寺（じょうとくじ）は、東京都世田谷区にある浄土真宗本願寺派の寺院。

## 概要
江戸時代初期に創建された。開山は顕如上人で、開基は常陸国畑田村の領主了善である。
元々は江戸一ツ木村（現・東京都港区赤坂）に位置していたが、同宗派の西本願寺が築地本願寺を創建してからは、築地本願寺の寺中に入った。その後昭和初期までは、築地本願寺とともに歴史を歩んだ。
1923年（大正12年）の関東大震災で焼失し、1929年（昭和4年）に築地本願寺から分かれて現在地に移転した。

## 交通アクセス
- 京王井の頭線東松原駅より徒歩7分。